# Jeremiah Van Rensselaer
Jeremiah Van Rensselaer, född 27 augusti 1738 i New York, död 19 februari 1810 i Albany, New York, var en amerikansk politiker. Han var ledamot av USA:s representanthus från delstaten New York i den första kongressen 1789-1791.
Han var son till John Van Rensselaer och Engeltie Livingston Van Rensselaer. Han fick privatundervisning på familjens gård Rensselaerswyck och gick sedan i privatskola i Albany. Han utexaminerades 1758 från College of New Jersey (numera Princeton University).
Han gifte sig 1760 med Judith Bayard. Efter hennes död gifte han om sig i februari 1764 med Lena Lansing. Paret fick en son, Solomon Van Rensselaer.
Van Rensselaer deltog i nordamerikanska frihetskriget. Han var 1789 ledamot av New York State Assembly, underhuset i delstatens lagstiftande församling. Han representerade sedan New York i USA:s representanthus i ett mandatperiod men lyckades inte bli omvald till den andra kongressen. Han var chef för Bank of Albany 1798-1806 och viceguvernör i delstaten New York 1801-1804.
Han var kusin till Killian Van Rensselaer, ledamot av USA:s representanthus från delstaten New York 1801-1811. Jeremiah Van Rensselaers son Solomon Van Rensselaer var även han ledamot av USA:s representanthus från samma delstat 1819-1822.